# Overhead Champion
Overhead Champion (オーヴァーヘッド・チャンピオン, Oovaaheddo Chanpion) est un DJ et producteur japonais de Trance. Son travail le plus notable est son remix de la chanson de Suzuki Ami « Hopeful », qui est apparu même dans la vidéo de musique faite pour la chanson et l'album de l'artiste.

## Discographie
- 2005: Beat! / Perfect Game
- 2005: Pitch!
- 2006: Eternity
- 2007: Lost Time
- 2007: Outer+Space / Crazy